# Ampelisca pygmaea
Ampelisca pygmaea är en kräftdjursart. Ampelisca pygmaea ingår i släktet Ampelisca och familjen Ampeliscidae. Inga underarter finns listade i Catalogue of Life.